# Moricandia foetida
Moricandia foetida es una hierba anual, glabra, con la base del tallo leñosa, planta de la familia de las crucíferas o brassicaceae. Fue encontrada por Eugène Bourgeau en 1852. Parece una raza geográfica emparentada con Moricandia ramburii.

## Morfología
Presenta tallos de hasta unos 50 centímetros, erectos y ramificados desde la base. Las hojas son de tipo basal, arrosetadas, subsésiles y obovadas, siendo las caulinares de tipo cordado-amplexicaulas y las superiores más agudas y pequeñas. Produce inflorescencias en racimos de hasta 12 flores. Muestran sépalos obtusos, de color violáceo. Los pétalos son de unos 12 milímetros, de color blanquecino al rosa violáceo. El fruto es una silicua, erecto-patente, de unos 60 x 2 milímetros, de sección tetragonal. Las semillas tienen forma elipsoidal, de unos 2 milímetros, oscuras, con unas diminutas alas, y que se distribuyen en una sola hilera (uniseriadas) alternando a distintos niveles las que corresponden a las dos placentas del mismo lado del tabique.

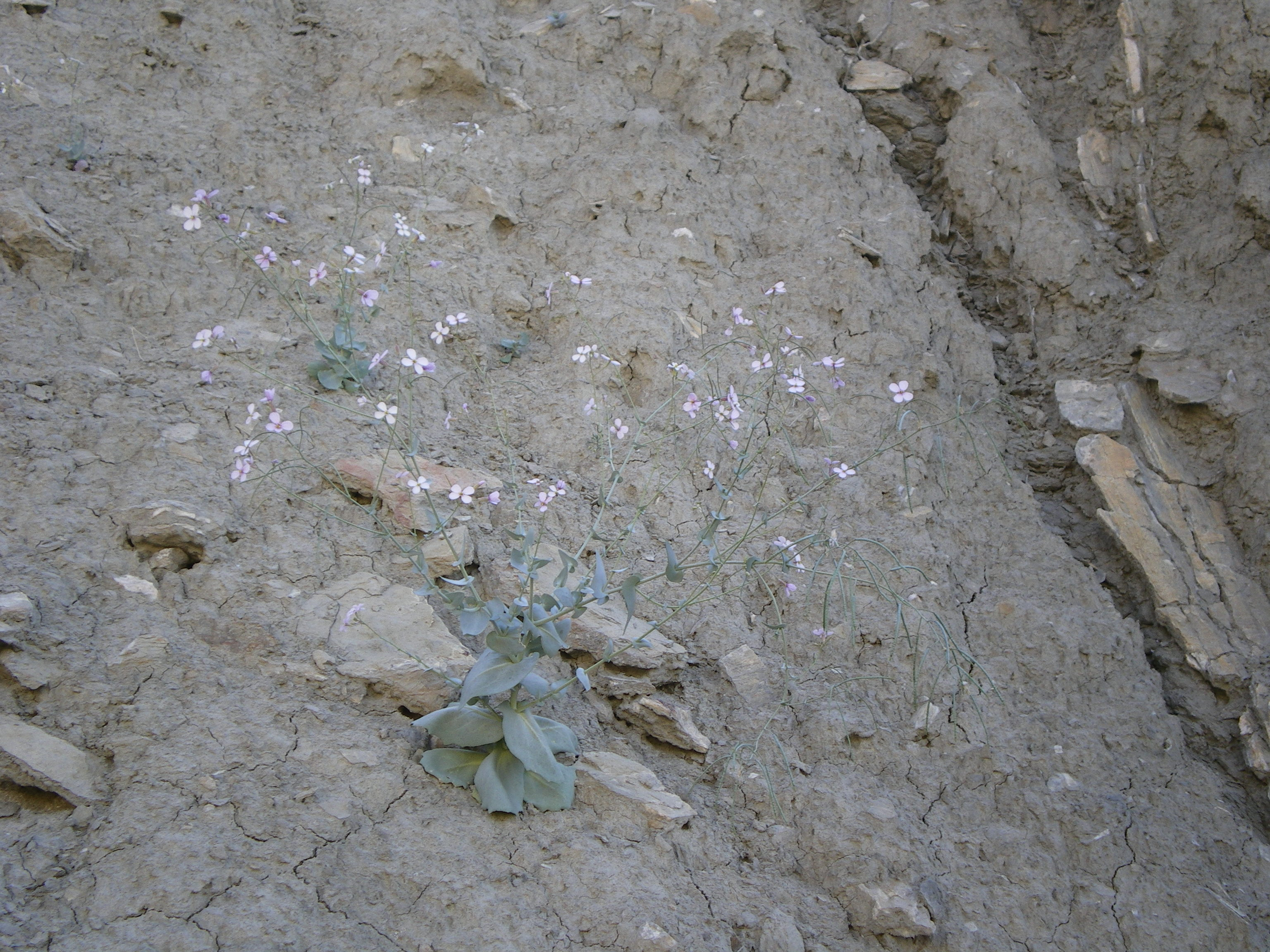
Vista general de la planta.

### Diferenciación deM. arvensis
M. foetida se caracteriza por sus sépalos obtusos y hojas superiores agudísimas, se diferencia de Moricandia arvensis por la longitud de los pedicelos (de hasta 8 mm) y por la agudeza de las hojas superiores. Otros caracteres son variables dentro de este grupo: grosor de las hojas, olor, tamaño de los cálices, color de los pétalos o delgadez de las silicuas. Las semillas de M. foetida se presentan en un número muy inferior a 100 (30-80), uniseriadas en las silicuas y son más grandes y oscuras. En M. arvensis el número de semillas está en unas 200 entre las dos celdas.

## Vida y reproducción
Florecen desde finales del invierno hasta el verano.

## Hábitat
Crece sobre terrenos calizos y arcillosos, incluso salinos, de zonas esteparias, hasta una altitud de unos 400 m s. n. m.

## Endemia
Exclusiva del sudeste de la península ibérica. En la provincia de Almería es característica del Desierto de Tabernas, entre Rioja y Tabernas, Vera y Cabo de Gata.

## Taxonomía
Moricandia foetida fue descrito por Bourg. y Coss. y publicado en Notes sur Quelques Plantes Critiques, Rares, ou Nouvelles, ... 143. 1852.
Etimología
Moricandia: nombre genérico nombrado para este género en honor del botánico Moïse Étienne Moricand (Moric.) (1780-1854), cuando Augustin Pyrame de Candolle (DC.) desglosó este género del de Brassica.
foetida: epíteto latino que significa "fétida", por el olor ligeramente desagradable de sus hojas, especialmente secas.
Sinonimia
- Brassica foetida Janka[5]